# SN 2007gu
SN 2007gu – supernowa typu Ia odkryta 16 sierpnia 2007 roku w galaktyce A225342+1205. W momencie odkrycia miała maksymalną jasność 19,50m.